# أبو اللوقس (إربد)
قالب:معلومات تجمع سكني

## الموقع الجغرافي
أبو اللوقس هي قرية أردنية تقع في قضاء اليرموك الجديد ضمن لواء بني كنانة بمحافظة إربد شمال المملكة الأردنية الهاشمية. تبعد القرية نحو 12 كيلومترًا شمال مدينة إربد، ويجاورها عدد من القرى، منها: علعال، حريما، خرجا، وسمر.
تتمتع بموقع جغرافي مرتفع نسبيًا، وتطل على مناطق زراعية واسعة، كما تربطها طرق فرعية بمحيطها القروي ضمن اللواء.

## السكان والعشائر
يبلغ عدد سكان قرية أبو اللوقس حوالي 4000 نسمة. تسكنها عدة عشائر وعائلات، من أبرزها:
- الصغيّر: يُذكر أنهم فرع من عشيرة العمرو الكركية، وينبثق نسبهم من قبيلة بني عقبة الجذامية القحطانية.[2]
- السيوف
- النعامنة

## الزراعة والاقتصاد
تُعد الزراعة النشاط الاقتصادي الرئيسي في قرية أبو اللوقس، إذ تشتهر بزراعة الزيتون، وتُنتج كميات كبيرة من زيت الزيتون سنويًا، مما يجعلها من القرى الرائدة في هذا المجال ضمن لواء بني كنانة.
كما تُزرع فيها محاصيل حقلية مثل: القمح، الشعير، والعدس، إلى جانب محاصيل موسمية مثل التين، الرمان، واللوزيات. وتنتشر في أراضيها الأشجار المعمّرة، خاصة الصنوبر والبلوط، التي تُضفي طابعًا بيئيًا مميزًا على طبيعتها.

## بابور الطحين
يُعد بابور الطحين في قرية أبو اللوقس من أقدم المعالم الصناعية في لواء بني كنانة، إذ تم بناؤه وتشغيله لأول مرة عام 1937م. وقد كان يعمل في بدايته عبر محرك بخاري جُلب من الخارج، وتم تركيبه على طواحين حجرية تقليدية.
ظل البابور يعمل لعقود طويلة، وساهم في طحن محاصيل الحبوب للقرية والقرى المجاورة، ويُعد شاهدًا على مرحلة مهمة من التحول من الطحن اليدوي إلى الميكانيكي في الريف الأردني. ، ويطالب الأهالي بترميمه وتحويله إلى مَعلَم تراثي وثقافي.

## اسم القرية وتاريخ التسمية
لا توجد رواية مؤكدة حول أصل اسم أبو اللوقس. وتشير بعض الآراء المحلية إلى أن التسمية قد تكون ذات أصول رومانية أو عربية قديمة، لكن لا يوجد دليل موثق يُرجّح إحدى الروايتين بشكل قاطع.
يُطلق السكان المحليون على القرية اسم بلوقس، وتُنسب إليها صفة البلوقسي. ويُستخدم هذا الاسم في اللهجة اليومية، كما يظهر في الأنساب القديمة لبعض العائلات التي تعود جذورها إلى المنطقة.